# 春日山原始林

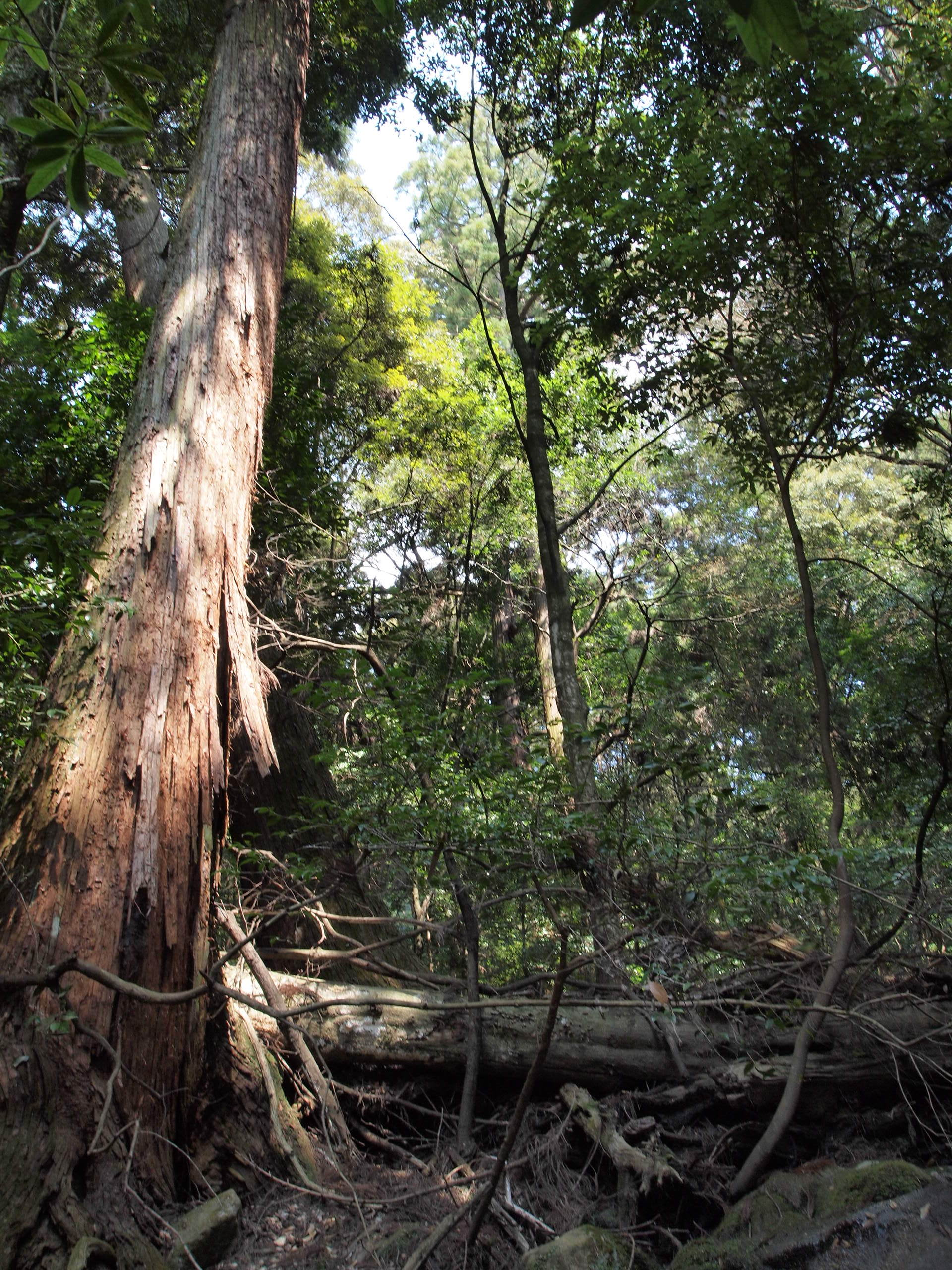
春日山原始林

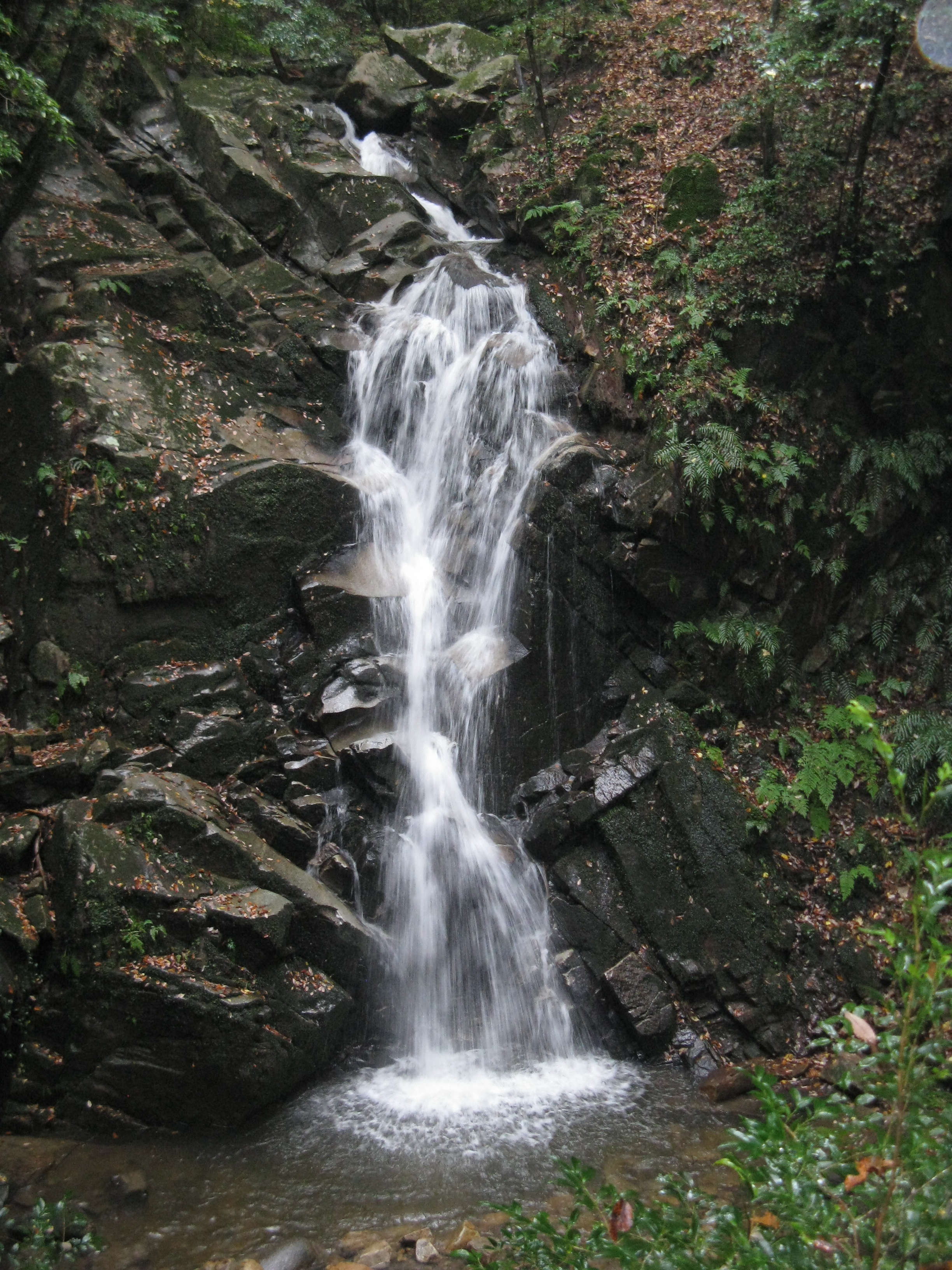
鶯の滝

春日山原始林（かすがやまげんしりん）は、奈良県奈良市の市街の東方に位置する原始林で約250haの広さがある。春日大社の神域として古より狩猟や伐採が禁止され、積極的な保護により原始性を保ってきた。奈良の景観保全上においても重要な役割を果たしており、ユネスコの世界文化遺産「古都奈良の文化財」の一要素となっている。

## 概要
春日山は春日大社の山として神聖視され、樹木伐採が841年（承和8年）から禁じられてきたため、森林が極相に達した原生林が広がっている。暖帯北部に属する地域であるが、暖帯南部の植物が非常に多く、繁殖もさかんである。主な樹種はナギ・ヤマモモ・シイノキ・アラカシ・ツクバネガシ・イチイガシ・カゴノキ・アオガシ・イスノキ・サカキ・クロバイなどである。林中には蔓性植物も多く、とくにカギカズラの群生が多い。このほかビナンカズラ・ウドカズラ・テイカカズラ・オオイタビ・ヤマイバラ・ゴトウヅル・フジなども多い。暖地性シダのナチシダ・オオバノハチジョウシダ・ヘラシダ・ウラジロなども多い。また、このような暖地性の草木の中に温帯性のホオノキ・タラノキ・リョウブ・クマノミズキ・ウリハダカエデ・シナノガキ・イモノキなどの樹木が分布錯綜しており、林相的にも興味深い。
市街地（奈良市）に近接して原生林が存在することは極めて珍しく、学術上の価値も高いことから1924年（大正13年）に国の天然記念物に、1955年（昭和30年）2月に特別天然記念物に指定された。また春日山の照葉樹林は国の名勝にも指定されている。1998年（平成10年）12月には古都奈良の文化財の一部として世界遺産に登録された。

## 交通アクセス
- 近鉄奈良線 近鉄奈良駅およびJR西日本関西本線・桜井線 奈良駅から奈良交通バスの「春日大社本殿」行きで終点「春日大社本殿」下車、徒歩。
- 奈良交通バス（市内循環外回り）で「春日大社表参道」下車、徒歩。
- 近鉄奈良駅・JR奈良駅から徒歩。

## 周辺
- 奈良公園
- 奈良県新公会堂
- 奈良国立博物館
- 柳生街道